# 久留正道

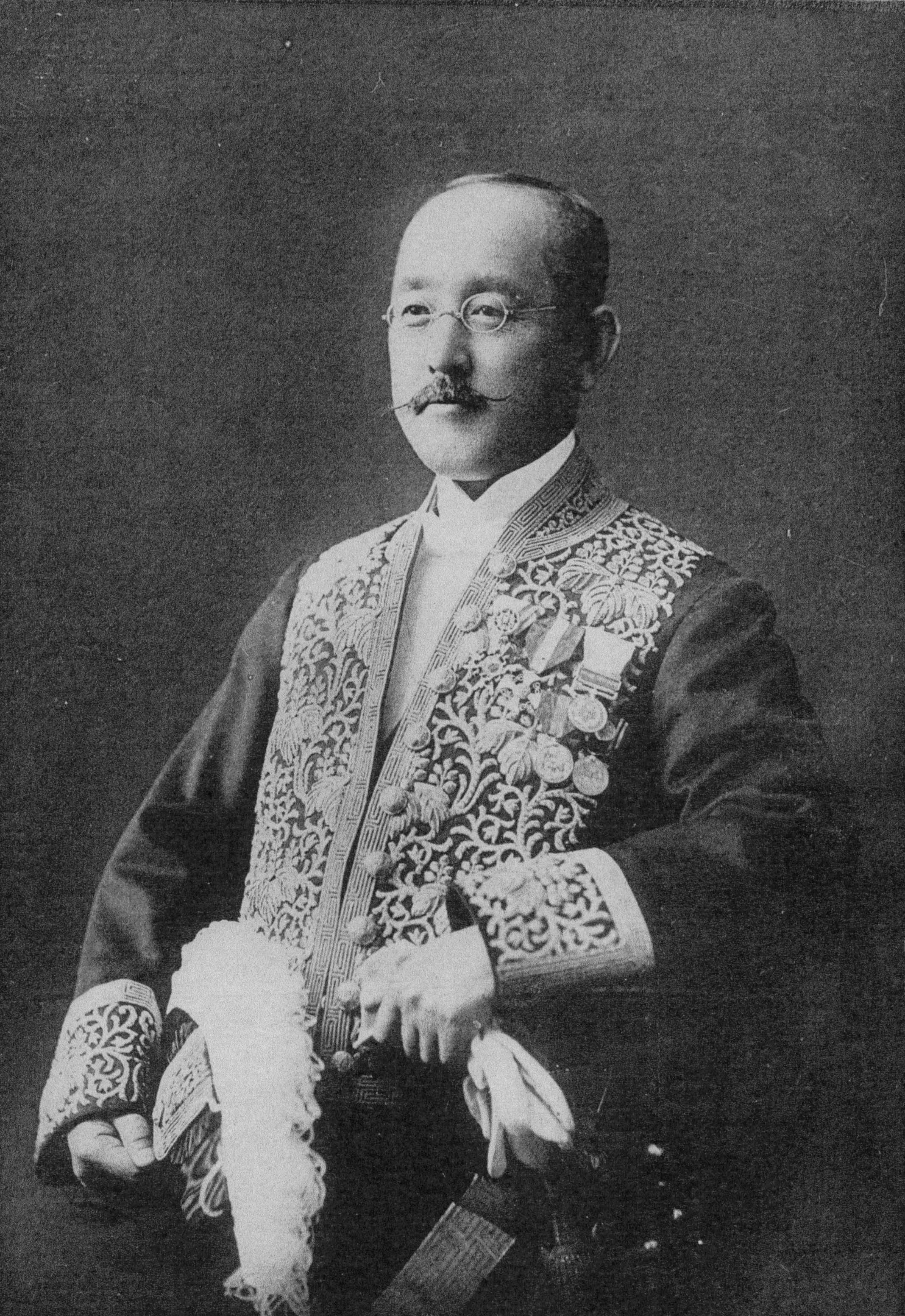
久留正道

久留 正道（くるまさみち、1855年4月18日（安政2年3月2日）- 1914年（大正3年）4月17日）は、日本の建築家。江戸出身。明治期の文部省営繕の建築技師として、山口半六とともに多くの文部省施設や明治中期の第一から第五までの高等中学校や音楽学校諸施設など官立学校の建築を担当した。山口が文部省営繕を辞して以降は指導者となる。

## 経歴
学歴
工部大学校造家学科（現東京大学工学部建築学科）第3期生でジョサイア・コンドルの元で学ぶ。1881年（明治14）工部大学校卒業。
経歴
工部省に奉職し技手などを経て1886年（明治19）文部属。1887年（明治20）文部省技師。各地の高等中学校の建築に従事。
1891年（明治24）東京工業学校(現東京工業大学)および東京美術学校(現東京芸術大学)専修科で嘱託。
1892年（明治25年）文部省に復帰、会計課建築掛長をつとめる。以降は初等・中等教育施設の行政指導や、国直轄学校の創立工事などにかかわる。
宮本雅明『日本の大学キャンパス成立史』（九州大学出版会、1989年）によると、明治後期に学校建築の基本として利用された『学校建築図説明及設計大要』（明治28年刊）を著したのも久留と考えられている。

## 代表作品

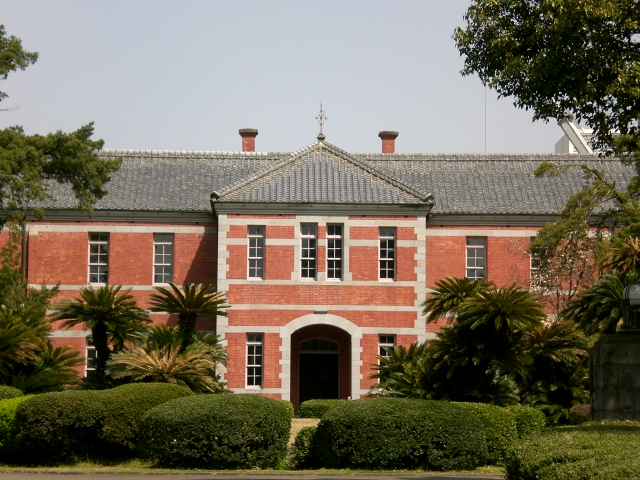
第五高等中学校本館（熊本大学五高記念館）

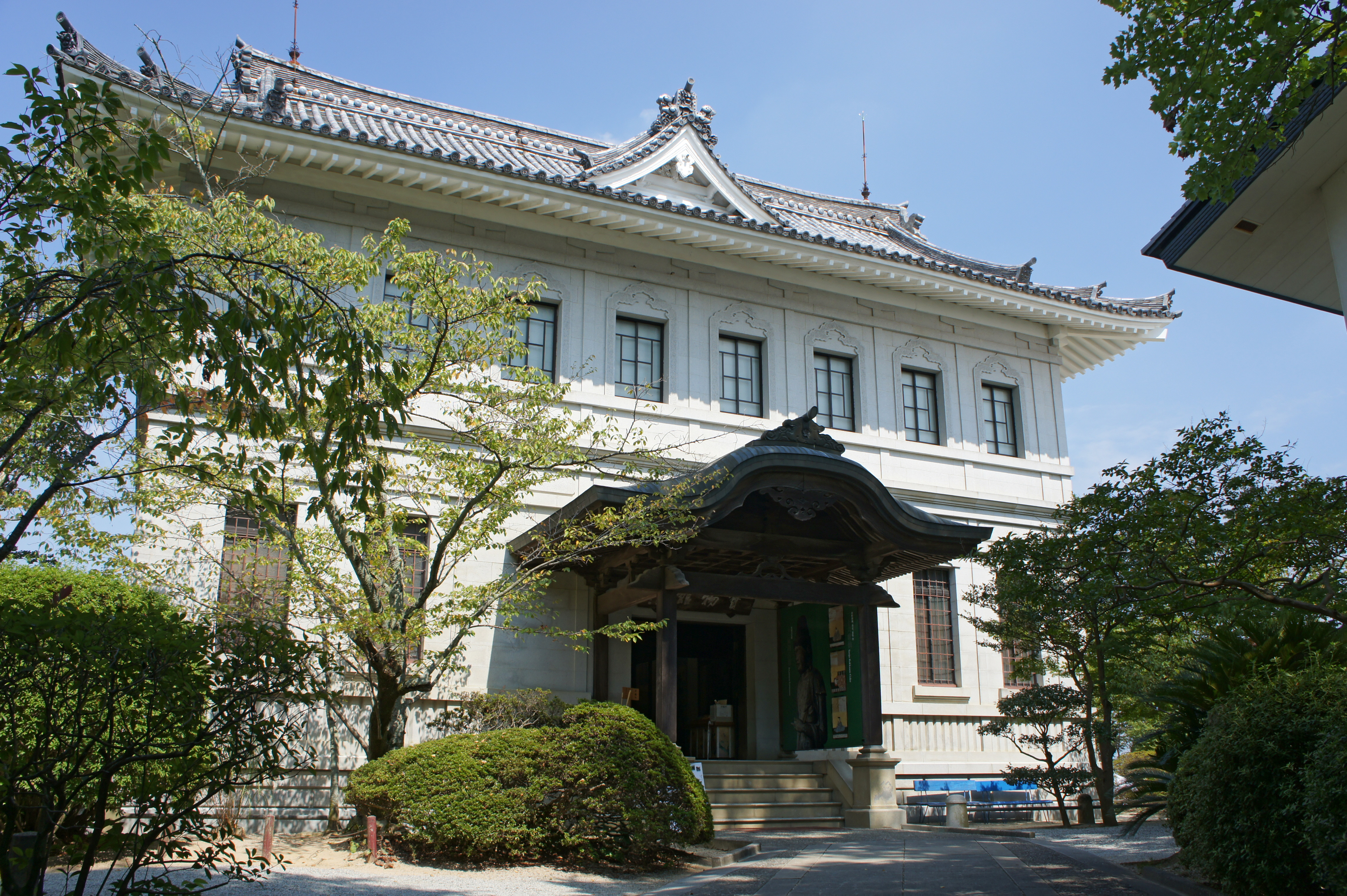
金刀比羅宮宝物館

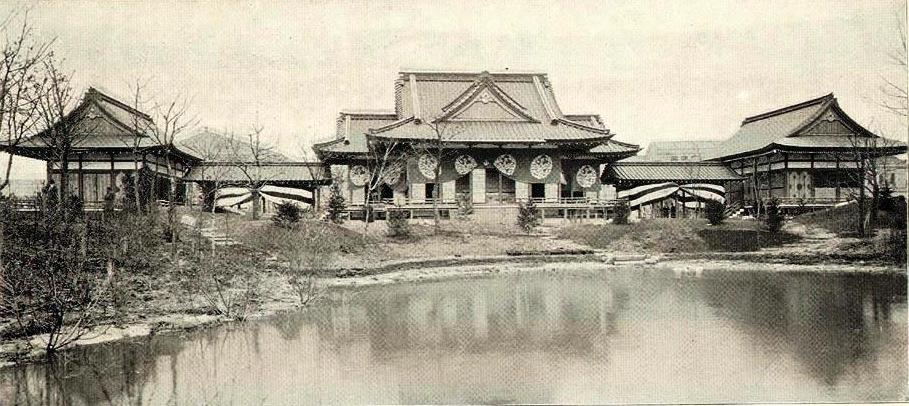
シカゴ万国博覧会（1893年）鳳凰殿

- 京都大学吉田寮（1889年、京都市）：山口半六との設計により、第三高等中学校寄宿舎として建設された。
- 京都大学・学生部留学課留学生センター（1889年、京都市）：旧第三高等中学校・物理学実験場 共同設計：山口半六。
- 京都大学・本部構内正門（1893年、京都市）：旧・第三高等中学校正門）共同設計：山口半六。
- 旧東京音楽学校奏楽堂（1890年、東京都台東区）：山口半六との設計により、オーディトリウム（演奏会場）として。 国の重要文化財。
- 大阪市立愛珠幼稚園（1901年、大阪市中央区）国の重要文化財 伏見柳、中村竹松との設計、1925年（大正14年）には増設。
- 学習院大学史料館（1909年、東京都豊島区）：かつては図書館。登録有形文化財に登録。
- 学習院目白キャンパス、学習院大学乃木館（1911年、東京都豊島区）、北別館（1912年、東京都豊島区） (PDF) 。
- 四天王寺八角亭（1903年（明治36年）大阪市天王寺区）：旧内国勧業博覧会小奏楽堂。
- 国際子ども図書館（1906年（明治39年)、東京都台東区）：旧帝国図書館, 東京都選定歴史的建造物。ルネサンス様式を取り入れた明治期洋風建築の代表作のひとつ。真水英夫と岡田時太郎との設計により。以降は1929年（昭和4年）増築。その後安藤忠雄 2002年（平成14年）と続く  (PDF)   (PDF) 。
- 旧第四高等中学校本館（1890年、金沢市）：現・四高記念文化交流館。山口半六との設計。国の重要文化財。
- 第四高等学校物理化学教室（1890年、現在明治村に移築）山口半六との設計による、現在は化学遺産に認定。登録有形文化財に登録。
- 旧第五高等中学校本館（1889年、熊本市）山口半六との設計による。現・熊本大学五高記念館。国の重要文化財。
- 旧第五高等学校化学実験場 山口半六との設計による 。国の重要文化財。
- シカゴ万国博覧会 (1893年)鳳凰殿（1893年、シカゴ）近代和風建築で設計。
- 石川県立歴史博物館：旧金沢陸軍兵器支廠（第5号兵器庫・第6号兵器庫・第7号兵器庫）→金沢美術工芸大学 第5号兵器庫は1909年（明治42年）、第6号兵器庫は1913年（大正2年）、第7号兵器庫は1914年（大正3年）。国の重要文化財。
- セントルイス博覧会パビリオン（1904年、セントルイス）。
- 京都府庁舎設計調査・工事監理（1904年、京都市）：設計は松室重光・一井九平（京都府技師）。国の重要文化財。
- 琴平金毘羅宮（金刀比羅宮）宝物館（1905年、香川県仲多度郡琴平町） ：石原錠太郎、赤堀徳次郎らと設計。国の登録有形文化財。